# NGC 7793
NGC 7793 је спирална галаксија у сазвежђу Вајар која се налази на NGC листи објеката дубоког неба.
Деклинација објекта је - 32° 35' 30" а ректасцензија 23h 57m 49,2s. Привидна величина (магнитуда) објекта NGC 7793 износи 9,0 а фотографска магнитуда 9,7. Налази се на удаљености од 4,414 милиона парсека од Сунца. NGC 7793 је још познат и под ознакама ESO 349-12, MCG -6-1-9, AM 2355-325, IRAS 23552-3252, PGC 73049.